# مرکز ملی هنر توکیو
مرکز ملی هنر توکیو (به ژاپنی: 国立新美術館 Kokuritsu Shinbijutsukan) (به انگلیسی: THE NATIONAL ART CENTER,TOKYO) یک موزهٔ هنری است که در منطقهٔ میناتو در توکیو، پایتخت ژاپن واقع شده‌است. این موزه در سال ۱۹۵۹ میلادی تأسیس شده‌است و به هنر اختصاص دارد. این موزه از نظر مساحت بزرگترین موزهٔ ژاپن محسوب می‌شود.

## دسترسی
- متروی توکیو، خط چیودا، ایستگاه نوگیزاکا (乃木坂駅)